# Fritz Wilde
Fritz Wilde (* 4. Juli 1920; † 25. August 1976) war ein deutscher Fußballspieler, der für die Vereine SpVgg Fürth (1945/46), 1. FC Bamberg (1946/47) und Tennis Borussia Berlin (1950 bis 1957) in der Fußball-Oberliga Süd beziehungsweise Stadtliga Berlin 141 Rundenspiele mit 38 Toren absolviert hat. Der Offensivspieler am linken Flügel hatte bereits in der Kriegssaison 1940/41 mit seinem Heimatverein Tennis Borussia in der Gauliga Berlin-Brandenburg die Meisterschaft gewonnen und an der Endrunde um die deutsche Meisterschaft teilgenommen.

## Laufbahn

### Gauliga, 1937 bis 1945
Der filigrane Techniker überzeugte bereits in jungen Jahren mit seinem Spielwitz und seinem Kombinationsvermögen und wurde bereits als 17-Jähriger 1937 erstmals in der Stadtauswahl Berlin eingesetzt. Von BFC Rapide 93 Niederschönhausen war er 1932 als Schüler in die Jugendabteilung von Tennis Borussia gewechselt. In der Gauliga Berlin-Brandenburg sammelte er seine ersten Erfahrungen im Seniorenbereich und entwickelte sich schnell zu einem Leistungsträger der „Veilchen“. Mitten im Zweiten Weltkrieg wurde Tennis Borussia 1940/41 Meister und nahm deshalb 1941 an den Endrundenspielen um die deutsche Meisterschaft teil. Das erste Endrundenspiel konfrontierte Wilde an der Seite von Mitspielern wie Wilhelm Sold und Hans Berndt am 14. April 1921 vor 50.000 Zuschauern im Berliner Olympiastadion mit der Spielkunst des Dresdner SC. In dessen Reihen agierten Könner wie Willibald Kreß, Karl Miller, Heinz Hempel, Herbert Pohl, Walter Dzur, Helmut Schubert, Heinrich Schaffer, Fritz Machate, Helmut Schön und Gustav Carstens. Dresden setzte sich mit einem Schön-Treffer in der 82. Minute mit 1:0 durch.
Durch Kriegsumstände bedingt, kam er in dieser Zeit auch als „Gastspieler“ bei Grün-Weiß Viersen (1939/40), SC Erfurt (9/1943) und ab November 1943 beim 1. FC Bamberg zum Einsatz. Zum FCB, den Lila-Weißen aus der Domstadt, war er durch die Versetzung zum dortigen Panzerregiment gekommen. In der Saison 1943/44 belegte Bamberg hinter dem 1. FC Nürnberg in der Gauliga Nordbayern den zweiten Rang.

### Nach dem Zweiten Weltkrieg, bis 1957

#### Oberliga Süd, Stadtliga Hamburg, Amateurliga Nordbayern, bis 1950
Als in Süddeutschland mit dem 4. November 1945 bereits der Start der erstklassigen Oberliga Süd vollzogen wurde, gehörte der Berliner dem Altmeister der SpVgg Fürth von November 1945 bis März 1946 an. In 16 Ligaspielen erzielte er für das „Kleeblatt-Team“ drei Tore. Danach zog es Wilde wieder nach Bamberg, wo die violetten „Domreiter“ mit 27:5 Punkten die Meisterschaft 1945/46 in der zweitklassigen Landesliga Bayern gewannen und damit den Oberligaaufstieg erreichten. In der Oberligasaison 1946/47 setzte er seine „Wechselfreudigkeit“ weiter fort: Er lief bis Oktober 1946 für Bamberg auf, gehörte im November und Dezember zwei Monate dem FC St. Pauli in der Stadtliga Hamburg an, ehe er wieder ab Januar seine Kickstiefel für Bamberg schnürte. In einer 20er-Staffel belegte der FCB am Rundenende den 18. Rang und stieg damit in das Amateurlager ab. Wilde hatte in 22 Ligaeinsätzen vier Tore erzielt.
Jetzt blieb er aber in Oberfranken und spielte für die Elf aus der Domstadt weitere drei Runden in der Landesliga Nordbayern. Zweimal konnte er mit Bamberg in den Jahren 1948 und 1950 die Meisterschaft feiern und sammelte 1948/49 erstmals Trainererfahrung als Spielertrainer. Als Bamberg 1950/51 in der II. Division antrat, war Wilde wieder in seine Heimatstadt nach Berlin zurückgekehrt, er hatte sich zur Saison 1950/51 seinem alten Verein Tennis Borussia Berlin angeschlossen.

#### Tennis Borussia, 1950 bis 1957
Mit der Elf aus dem Bezirk Charlottenburg gewann Wilde 1950/51 im ersten Jahr unter Vertragsspielerbedingungen in einer 14er-Staffel mit fünf Punkten Vorsprung vor SC Union 06 Berlin die Westberliner Meisterschaft. In 26 Punktspielen verlor TeBe lediglich das Auftaktspiel mit 0:2 Toren bei Viktoria 89 und erzielte mit 84 Treffern auch eindeutig die meisten Tore. Die Berliner Torjägerkrone holte sich aber Paul Salisch mit 29 Toren von Vizemeister Union 06, vor den zwei Tennis Borussen Hans Berndt (27) und Horst Schmutzler mit 26 Treffern. In der Endrunde glückte der einzige Sieg beim Hinrundenspiel gegen Preußen Münster mit 3:2 als in den letzten fünf Minuten Schmutzler und Berndt die 2:1-Führung der Heimelf in einen Auswärtssieg verwandelten. Bei der nicht wirklich zu verstehenden 2:8-Heimniederlage am letzten Spieltag, den 10. Juni 1951, durch den Münster gegenüber dem punktgleichen 1. FC Nürnberg das Finale erreichte, stand Wilde nicht auf dem Platz.
In seiner zweiten Runde glückte 1951/52 die Titelverteidigung, erneut vor SC Union 06. Dem meisterschaftsentscheidenden Spiel am 6. April 1952 zwischen TeBe und Union 06 hatten 75.000-Fans beigewohnt; die „Veilchen“ gewannen mit 4:2. Wilde hatte in 25 Ligaspielen für die Meistermannschaft 13 Tore erzielt. In die Endrunde war Tennis Borussia mit einem 4:2-Auswärtserfolg gegen den Westmeister Rot-Weiss Essen gestartet. Beim 2:1-Heimsieg am 18. Mai gegen den VfL Osnabrück hatte Wilde auf Halblinks TeBe mit 1:0 in Führung gebracht. 90.000 Zuschauer verfolgten am 25. Mai 1952 im Olympiastadion das 1:1-Remis gegen den späteren Deutschen Meister VfB Stuttgart.
Ein Meisterschaftserfolg gelang in den nächsten Runden für Wilde mit den „Veilchen“ nicht mehr; er musste sich 1955 und 1957 mit der Vizemeisterschaft begnügen. Nach 103 Ligaspielen mit 31 Toren von 1950 bis 1957 bei Tennis Borussia, beendete der Senior mit knapp 37 Jahren im Sommer 1957 seine zwei Jahrzehnte aktive Spielerlaufbahn im höherklassigen Seniorenfußball.

### Trainer
Nach seiner Spielerlaufbahn folgte von Fritz Wilde auch eine langjährige Trainertätigkeit bei verschiedenen Berliner Vereinen. Ausgehend von der Runde 1955/56 bei Hertha Zehlendorf bis 1962/63 bei Tennis Borussia war er in der Stadtliga Berlin tätig und setzte in der damals zweitklassigen Regionalliga Berlin bei TeBe im Debütjahr 1963/64 seine Arbeit fort. Es folgten noch Regionalligastationen bei Hertha Zehlendorf, SC Staaken und TuS Wannsee, ehe er im Berliner Amateurbereich die Trainerlaufbahn beendete.
Beruflich betrieb Wilde einen Tabak- und Spirituosenladen und verstarb im August 1976.

### Erfolge
- Meister in der Gauliga Berlin-Brandenburg: 1940/41
- Meister in der Stadtliga Berlin: 1951, 1952